# بيير أدولف أدريان ديون
بيير أدولف أدريان ديون (بالفرنسية: Pierre Adolphe Adrien Doyon)‏ هو طبيب الجلد ‏ فرنسي، ولد في 1 نوفمبر 1827 في غرونوبل في فرنسا، وتوفي في 21 سبتمبر 1907 في إزار في فرنسا.